# Trenutki 1992 - 2002
Trenutki 1992 - 2002 je kompilacijski album slovenske rock skupine Hiša. Kompilacija vsebuje skladbe z njihovih preteklih albumov. Album je izšel ob 10-letnici njihovega delovanja, leta 2002, pri ZKP RTV Slovenija.

## Seznam skladb
Vse pesmi je napisal in uglasbil Andrej Guček, razen »Popotnik«, besede France Prešeren.
| Št. | Naslov                          | Z albuma         | Dolžina |
| --- | ------------------------------- | ---------------- | ------- |
| 1.  | „Intro: Trenutki / Poseben Dan‟ | Hiša             | 3:42    |
| 2.  | „Neskončna pot‟                 | Neskončna pot    | 3:44    |
| 3.  | „Nočna vožnja‟                  | Hiša             | 5:11    |
| 4.  | „Nevarna razmerja‟              | Nevarna razmerja | 5:07    |
| 5.  | „Srečna mesta‟                  | Hiša             | 3:51    |
| 6.  | „Praznik‟                       | Silicijevo nebo  | 3:39    |
| 7.  | „Na vzhodu mrak‟                | Kompas srca      | 4:26    |
| 8.  | „Spomin na maj‟                 | Kompas srca      | 4:13    |
| 9.  | „Zaman‟                         | Hiša             | 3:41    |
| 10. | „Pesem za na pot‟               | Kompas srca      | 4:21    |
| 11. | „Silicijevo nebo‟               | Silicijevo nebo  | 3:29    |
| 12. | „Ognjeni ples‟                  | Silicijevo nebo  | 2:16    |
| 13. | „Kompas srca‟                   | Kompas srca      | 5:22    |
| 14. | „Majhna riba‟                   | Nevarna razmerja | 3:10    |
| 15. | „V parku kamnitih besed‟        | Kompas srca      | 3:56    |
| 16. | „Na zdravje, svet!‟             | Silicijevo nebo  | 3:31    |
| 17. | „Kdo si‟                        | Neskončna pot    | 3:11    |
| 18. | „Popotnik‟                      | Nevarna razmerja | 3:56    |
| 19. | „Melodija‟                      | Hiša             | 3:45    |
| 20. | „Ledene ceste (v živo)‟         | Hiša             | 4:22    |

## Zasedba

### Hiša
- Andrej Guček – solo vokal, kitare, klaviature, orglice
- Vili Guček – vokal, bas kitara
- Martin Koncilja – vokal, ritem kitara
- Iztok Pepelnjak – vokal, bobni, tolkala

### Dodatni glasbeniki
- Nino de Gleria – bas (1, 3, 5, 9)
- Klavdij Skrt – klaviature (1, 3, 5, 9)
- Silva Katavič – violina (2)
- Loris Krasovac – violina (2)
- Bojan Cvetrežnik – viola (2)
- Klemen Hvala – čelo (2)
- Primož Fleischman – sopran saksofon (15)
- Davor Klarič – rhodes (17)
- Tine Jelen – bas (19)